# バトゥ・ガジャ駅
座標: 北緯4度28分16秒 東経101度02分35秒 / 北緯4.47111度 東経101.04306度
バトゥ・ガジャ駅 （バトゥ・ガジャえき、マレー語:Batu Gajah Railway Station） は、マレーシアのペラ州バトゥ・ガジャにある、マレー鉄道ウエスト・コースト線の駅である。

## 概要
KTMインターシティの一部の列車（シャトル・トレインは全列車）が停車する｡

## 歴史
- 1893年10月17日 - 駅開業。（イポー～バトゥ・ガジャ間の開業による）

## 駅構造
相対式ホーム2面2線をもつ地上駅である。駅舎は東側にあり、下りホームに面している。上りホームとは構内の跨線橋で結ばれている。
| 1 | ■ウエスト・コースト線（下り） | クアラ・ルンプール・シンガポール方面 |
| 2 | ■ウエスト・コースト線（上り） | バターワース・イポー方面             |